# 에리바-아다드
에리바-아다드 1세는 기원전 1392년에서 1366년까지 미탄니의 번국으로 추측되는 아시리아의 왕이었다. 그러나 이 왕국은 투슈라타와 형제 아르타마마 2세와 아들 슈타르나 2세 사이의 계승전쟁에 얽혔다. 슈타르나 2세는 스스로를 후르 왕이라고 하면서 아시리아 제후의 번국에서 지지를 구하였고, 원 후르족/아수르 조합이 미탄니 왕국에 나타났다. 이를 그의 아들이며 계승자인 아슈르-우발리트 1세가 이용하였다.